# 阿尔切纳
阿尔切纳，是西班牙穆尔西亚自治区的一个市镇。总面积16平方公里，总人口14964人（2001年），人口密度935人/平方公里。